# Xã Lower Providence, Quận Montgomery, Pennsylvania
Xã Lower Providence (tiếng Anh: Lower Providence Township) là một xã thuộc quận Montgomery, tiểu bang Pennsylvania, Hoa Kỳ. Năm 2010, dân số của xã này là 25.436 người.